# Алазані (Гурджаані)
«Алазані» (груз. ალაზანი) — професіональний грузинський футбольний клуб з міста Гурджаані.

## Хронологія назв
- 1964—1993: «Алазані» (Гурджаані)
- 1993—1994: «Ерквані» (Гурджаані)
- 1994—2002: «Алазані» (Гурджаані)
- 2002—2003: «Алазані-Мерані» (Гурджаані)
- 2003—...: «Алазані» (Гурджаані)

## Історія
Клуб було засновано в 1964 році під назвою «Алазані» (Гурджаані). У тому ж році новостворена команда дебютувала в 4-й групі Класу Б чемпіонату СРСР, в якій виступала до 1969 року. У 1970 році в зв'язку з реорганізацією системи футбольних ліг вилетіла до 2-ї групи Класу Б (Друга нижча ліга чемпіонату СРСР), а потім виступала лише на республіканському рівні.
У 1990 році дебютувала в першому розіграші незалежного грузинського чемпіонату в Лізі Пірвелі, за підсумками якого завоювала путівку до Ліги Еровнулі. У 1993/94 років як «Ерквані» (Гурджаані) зайняв 8-ме місце в чемпіонаті та вилетів у Лігу Пірвелі. Після цього повернувся до початкової назви та виступав у другій лізі, згодом виступав у нижчих лігах грузинського чемпіонату. 1 липня 2002 року змінив назву на «Алазані-Мерані» (Гурджаані), проте вже наступного року повернувся до оригінальної назви.

## Досягнення
- Клас Б, група 4
  - 8-е місце (1): 1966

- Кубок СРСР
  - 1/16 фіналу (1): 1968/69

- Ліга Еровнулі
  -  Бронзовий призер (1): 1992/93

## Відомі гравці
- Варлам Кіласонія
- Зураб Попхадзе
- Володимир Чолокава
- Гурбан Гурбанов

## Відомі тренери
- Отар Габелія